# Chauffage radiant
Les chauffages radiants transmettent la chaleur par rayonnement thermique, principalement dans les infrarouges (longueur d'onde entre 0,7 et 400 micromètres). Les rayonnements infrarouges utilisés se situent dans une plage de 1 à 7 micromètres (haute intensité), ou de 2 à 10 micromètres (basse intensité). Les panneaux rayonnants et les parasols chauffants disposés à la terrasse des cafés, sont des exemples de chauffages radiant.

## Utilisations

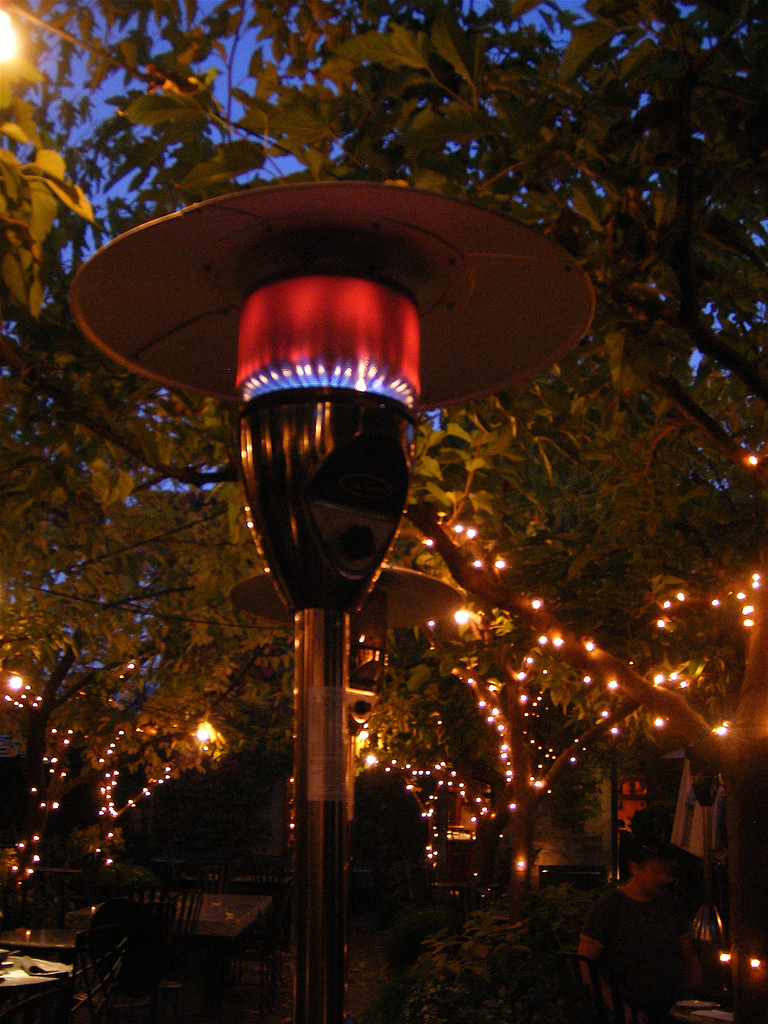
Un parasol chauffant.

Ce type de chauffage n'utilise pas l'air comme vecteur de diffusion de la chaleur. De ce fait, il est particulièrement indiqué pour les applications présentant un renouvellement d'air important. Il est, par exemple, utilisé pour chauffer des espaces extérieurs comme des terrasses de café, des arrêts d'autobus, mais aussi des espaces intérieurs comme des hangars d'entretien des avions, des usines ou ateliers, des postes de travail. Il ne chauffe pas l'air, mais les objets qui y sont directement exposés.
Le chauffage radiant est efficace quelle que soit la température ambiante. Selon l'activité de la personne visée et la vitesse de l'air, le sentiment de confort peut être obtenu de 0 à 18 °C et plus.
Comme chauffage décentralisé, sa grande qualité est sa faible inertie thermique : le chauffage radiant est rapide à monter en température, mais fugace, pour les usages extérieurs.
Pour le chauffage des bâtiments, l'inertie thermique est plus grande, car les masses chauffées par le rayonnement restituent leur chaleur à l'ambiance peu à peu.
Autre avantage, la température de confort ressentie (appelée température résultante sèche, mesurée au thermomètre de Missenard) étant plus élevée que la température de l'air, les pertes d'air chaud d'un bâtiment se font à une température moins élevée qu'avec un système à air chaud, ce qui permet de réaliser des économies d'énergie.
Pour la même raison, l'écart de température entre le haut et le bas du bâtiment (stratification) est réduit, ce qui limite les pertes en toiture.
Le chauffage par rayonnement, n'utilisant pas l'air comme vecteur, permet également de différencier, dans un même bâtiment, les températures en différents endroits. Il permet ainsi de faire du chauffage de zone ou du chauffage de poste sans avoir à chauffer l'intégralité du volume.
Aussi, le chauffage par rayonnement est une solution particulièrement utilisée dans les locaux de grand volume avec des hauteurs supérieures à quatre mètres : usines, entrepôts de stockage, locaux d'activité. Il contribue de façon importante à limiter les consommations d'énergie et les émissions de gaz à effet de serre.
Les normes de l'ASHRAE définissent trois gammes de chauffage :
- basse température : 48 °C à 176 °C ;
- basse intensité : 260 °C à 815 °C ;
- haute et moyenne intensité : plus de 815 °C.

Les unités sont de plusieurs types :
- type 1 (a) chauffage indirect avec brûleur atmosphérique et une cheminée (tirage naturel) ;
- type 1 (b) chauffage indirect avec brûleur à vide (en dépression) ;
- type 1 (c) chauffage indirect avec brûleur à air pulsé (air soufflé, en pression) ;
- type 2 chauffage direct (sans évacuation des fumées) ;
- type 3 chauffage catalytique.

Les types 2 et 3 produisent de la condensation dans les espaces clos, qui doivent donc être ventilés.